# Куделин, Александр Борисович
Александр Борисович Куделин (род. 4 марта 1944) — советский и российский востоковед, специалист в области истории арабской литературы и литератур Востока в целом. Доктор филологических наук, академик РАН (с 22 мая 2003 года). Кавалер ордена «Аль-Фахр» II степени (2009).

## Биография
Родился 4 марта 1944 года в Москве в семье геолога Б. И. Куделина. В 1967 году окончил Институт восточных языков при МГУ. Стажировался в Университете Туниса (1965—1966). В 1970 году защитил кандидатскую диссертацию «Основные жанры арабо-испанской классической поэзии эпохи расцвета (конец Х — середина XII в.)». В 1985 году защитил докторскую диссертацию «Концепция канона в средневековой арабской поэтике». Научный сотрудник ИМЛИ АН СССР (с 1970), заместитель директора ИМЛИ АН СССР (с 1989), директор ИМЛИ РАН (2004—2015).
С 25 мая 2000 года — член-корреспондент РАН по Отделению литературы и языка; с 22 мая 2003 года — действительный член РАН (Отделение историко-филологических наук). Заместитель академика-секретаря ОИФН РАН — руководитель Секции языка и литературы (2002—2013), избирался членом Президиума РАН (2008—2017).
В настоящее время — научный руководитель Института мировой литературы, председатель Учёного совета ИМЛИ. Профессор кафедры арабской филологии Института стран Азии и Африки МГУ.
Председатель редколлегии книжных серий «Памятники письменности Востока» (с 2009), «Литературные памятники» (с 2010) и «Литературное наследство» (с 2016), председатель редакционного совета журнала «Восточная коллекция», член редакционной коллегии журнала «Известия РАН. Серия литературы и языка».
Член Европейской ассоциации арабистов и исламоведов. Председатель экспертной комиссии РСОШ по литературе. Автор более 130 научных публикаций.
Сын Андрей — историк-востоковед.

## Награды
- 2005 — лауреат премии имени А. Н. Веселовского Российской академии наук за монографию «Арабская литература: поэтика, стилистика, типология, взаимосвязи».
- 2009 — кавалер ордена «Аль-Фахр» II степени — за огромный вклад в дело изучения памятников арабо-мусульманского культурного наследия, а также подготовку квалифицированных кадров: востоковедов и исламоведов[1].
- 2024 — Медаль ордена «За заслуги перед Отечеством» II степени (5 февраля 2024 года) — за заслуги в научной деятельности и многолетнюю добросовестную работу[3].

## Труды
- Классическая арабо-испанская поэзия (конец X — середина XII в.) (М., 1973)
- Средневековая арабская поэтика (вторая половина VIII—XI в.) (М., 1983)
- Арабская литература: Поэтика. Стилистика. Типология. Взаимосвязи (М., 2003)

Переводы/Редакция
- Ибн Исхак — Ибн Хишам. Жизнеописание Пророка. Великая битва при Бадре (Фролов Д. В., Куделин А. Б., Налич М. С., 2009, ISBN 978-5-91299-058-8)
- Уотт У. М.; Какиа П. Мусульманская Испания = A History of Islamic Spain / Пер. с англ. С. И. Дунаевецкого. Предисл. А. Б. Куделина. — М.: Главная редакция восточной литературы издательства «Наука», 1976. — 218 с. — (По следам исчезнувших культур Востока).